# Oxid fosforitý
Oxid fosforitý je anorganická sloučenina tvořící dimerní molekulu P4O6. Je to bílá, krystalická, jedovatá a vosku podobná látka, která snadno taje. Je kyselého charakteru a s vodou poskytuje roztok kyseliny fosforité (je to její anhydrid). Snadno oxiduje.

## Příprava
Oxid fosforitý se vyrábí spalováním fosforu za omezeného přístupu vzduchu:
P4 + 3 O2 → P4O6.

## Chemické vlastnosti
Oxid fosforitý reaguje se studenou vodou na kyselinu fosforitou:
P4O6 + 6 H2O → 4 H3PO3
Oxid fosforitý také reaguje s chlorovodíkem a produktem je kyselina fosforitá a chlorid fosforitý:
P4O6 + 6 HCl → 2 H3PO3 + 2 PCl3